# 韓鶴子
韓鶴子（韩语：한학자，1943年2月10日—），女，韩国宗教领袖。她是統一教會的創始人文鲜明的妻子，並在2012年文鲜明去世後成為統一教會的會長。她於1960年4月與文鲜明结婚，她有10多个孩子和30多个孙子孙女。1992年，她創辦世界平和女性連合。